# Quincey Morris
Quincey P. Morris es un personaje ficticio de la novela de terror de Bram Stoker, Drácula.

## Novela
Quincey Morris es un joven millonario estadounidense de Texas y uno de los tres pretendientes de Lucy Westenra. Quincey es al mismo tiempo, amigo de los otros dos pretendientes, Arthur Holmwood y el Doctor John Seward, y de Jonathan Harker. Lleva un cuchillo Bowie en todo momento, y confiesa que si bien es un contador de historias y a la vez un hombre rudo, es tan caballero como se puede esperar. Quincey es la última persona que dona su sangre a Lucy antes de su muerte.
Quincey es uno de los pocos personajes en  Drácula  que tiene conocimiento previo de los bebedores de sangre. Menciona que se vio obligado a dispararle a su caballo en las Pampas después de que un grupo de murciélagos lo atacaron y bebieron su sangre hasta casi dejarlo seco durante la noche.
Quincey desempeña un papel importante en el clímax de la novela. Él, junto con Jonathan Harker, son los que finalmente destruyen al Conde Drácula. Quincey es gravemente herido en la batalla final con el Conde Drácula y perece poco después. En agradecimiento, Harker y su esposa, Mina Harker, nombran a su hijo Quincey. Su hijo es nombrado realmente como los cinco hombres que destruyeron a Drácula, pero conocido como Quincey debido a la muerte de Morris.

## De las páginas de Drácula de Bram Stoker - Harker
Quincey Morris aparece como un espíritu que alerta a Harker del peligro inminente de la cuarta novia de Drácula, la Condesa Von Gratz, conocida como la Condesa Dracule, y cómo pretende utilizar a hijo nonato de Harker como un recipiente para el espíritu incorpóreo de Drácula. En la novela gráfica, afirma que no ha sido capaz de "atravesar" porque fue asesinado por un gitano y cuando uno es asesinado por uno de ellos, se está maldito. Por lo tanto, no podrá pasar a la otra vida hasta Drácula sea verdaderamente destruido.

## Quincey Morris, investigador de lo sobrenatural
El autor Justin Gustainis realizó una serie de relatos sobre un bisnieto del personaje de  Dracula, que también es llamado Quincey Morris. Para acercarse a los detalles que lo ligan a los eventos originales en  Dracula , Gustainis lo muestra como un viudo cuya esposa murió en el parto.
- MUJER DE MAGIA NEGRA: El Ocultista investigador Quincey Morris es contratado por una familia para liberarlos de una maldición mortal, que data de los tiempos de los juicios de las Brujas de Salem.
- RUMBOS MALIGNOS: En Los Ángeles, el ocultista resuelve-problemas-por-contrato Quincey Morris es "convencido" por el FBI para que los ayude a investigar una ola de homicidios rituales de niños.

## Quincey Morris, Vampiro ("El viento respira frío")
En 1991 el autor P. N. Elrod escribió una historia corta llamada "El viento respira frío" que apareció en la antología  Dracula: Príncipe de las tinieblas  ISBN 0-88677-531-0. En la historia Morris, que recordarán, murió en el proceso de la destrucción de Drácula, quien había huido a Transilvania cuando sus planes para el establecimiento de un refugio británica fallan, y de repente despierta en la noche para descubrir que, como resultado de un viejo asunto, se ha convertido en un vampiro. Drácula lo confronta y le explicando que de hecho pertenecen al equivalente de dos especies de vampiros y que muchos de los debilidades de Drácula como la cruz, el ajo y demás parafernalia anti-vampiros es el precio de sus poderes adicionales. La historia termina con Quincey regresando al castillo con Drácula, mientras asimila lo que le pasó.
En 2001 Elrod amplió el capítulo en una novela completa con Quincey yendo, primero a París y luego a Londres con la esperanza de convencer a sus amigos que no es el monstruo malvado que Van Helsing les ha pintado.

## En otros medios
Muchas adaptaciones cinematográficas de la novela omiten al personaje de Quincey. En la adaptación de 1977 Count Dracula, su personaje es mezclado con el de Arthur Holmwood y renombrado como Quincey Holmwood. A la fecha, Morris ha sido interpretado en el cine y la televisión por:
- Jack Taylor en Conde Drácula (1970)
- Richard Barnes (como Quincey Holmwood) en Conde Drácula (1977)
- Billy Campbell en Drácula, de Bram Stoker (1992)
- Keir Knight en Drácula: Páginas de un Diario Virgen (2002)

En la serie de videojuegos Castlevania, Quincey es un pariente lejano de los protagonistas de la serie, los Belmonts. Además, en los juegos Castlevania Bloodlines y Castlevania: Portrait of Ruin, su hijo John y su nieto Jonathan, respectivamente, son los protagonistas, y tratan de evitar la resurrección de Drácula con el arma familiar de los Belmont, el látigo sagrado "Mata-Vampiros". 
En la Película interactiva Dracula Unleashed, el protagonista es el hermano de Quincey, Alexander Morris. El guion desarrolla la investigación de Alexander sobre la muerte de su hermano. Quincey aparece en los sueños de Alexander. Ambos hermanos son interpretados por Bill Williamson en el juego.